# Juniperia unimaculata
Juniperia unimaculata är en insektsart som beskrevs av O'brien 1971. Juniperia unimaculata ingår i släktet Juniperia och familjen vedstritar. Inga underarter finns listade i Catalogue of Life.